# Rumänische Snooker-Meisterschaft 2013
Die Rumänische Snooker-Meisterschaft 2013 war eine Serie von Snookerturnieren, die zwischen dem 9. Januar 2013 und dem 8. Dezember 2013 in Rumänien stattfanden.
Rumänischer Meister wurde der Vorjahreszweite Andrei Orzan. Titelverteidiger Daniel Bontea belegte den dritten Platz.

## Modus
Gespielt wurden zehn im K.-o.-System ausgetragene Turniere, bei denen die 24 teilnehmenden Spieler entsprechend ihrer Platzierung Ranglistenpunkte erhielten.
|               | Punkte |
| ------------- | ------ |
| Sieger        | 300    |
| Finalist      | 220    |
| Halbfinale    | 160    |
| Viertelfinale | 110    |
| Achtelfinale  | 70     |
| Erste Runde   | 40     |

## Turnierübersicht
|    | Sieger           | Ergebnis | Finalist        | Halbfinalisten    |        |
| -- | ---------------- | -------- | --------------- | ----------------- | ------ |
| 1  | Babken Melkonyan | 6:4      | Daniel Bontea   | Toma Marinescu    | [ 3 ]  |
| 1  | Babken Melkonyan | 6:4      | Daniel Bontea   | Paul Croitoru     | [ 3 ]  |
| 2  | Daniel Bontea    | 6:0      | Rares Sinca     | Cristian Chircu   | [ 4 ]  |
| 2  | Daniel Bontea    | 6:0      | Rares Sinca     | Cosmin Constantin | [ 4 ]  |
| 3  | Andrei Orzan     | 6:2      | Daniel Bontea   | Rares Sinca       | [ 5 ]  |
| 3  | Andrei Orzan     | 6:2      | Daniel Bontea   | Cosmin Constantin | [ 5 ]  |
| 4  | Mario Amza       | 6:5      | Andrei Orzan    | Rares Sinca       | [ 6 ]  |
| 4  | Mario Amza       | 6:5      | Andrei Orzan    | Daniel Bontea     | [ 6 ]  |
| 5  | Mario Amza       | 6:4      | Andrei Orzan    | Toma Marinescu    | [ 7 ]  |
| 5  | Mario Amza       | 6:4      | Andrei Orzan    | Sorin Craciun     | [ 7 ]  |
| 6  | Rares Sinca      | 6:1      | Radu Vilau      | Andrei Orzan      | [ 8 ]  |
| 6  | Rares Sinca      | 6:1      | Radu Vilau      | Daniel Bontea     | [ 8 ]  |
| 7  | Andrei Orzan     | 6:2      | Cristian Chircu | Rares Sinca       | [ 9 ]  |
| 7  | Andrei Orzan     | 6:2      | Cristian Chircu | Marcel Bera       | [ 9 ]  |
| 8  | Rares Sinca      | 6:3      | Andrei Orzan    | Daniel Bontea     | [ 10 ] |
| 8  | Rares Sinca      | 6:3      | Andrei Orzan    | Mario Amza        | [ 10 ] |
| 9  | Andrei Orzan     | 6:2      | Rares Sinca     | Mario Amza        | [ 11 ] |
| 9  | Andrei Orzan     | 6:2      | Rares Sinca     | Daniel Bontea     | [ 11 ] |
| 10 | Andrei Orzan     | 6:3      | Daniel Bontea   | Mario Amza        | [ 12 ] |
| 10 | Andrei Orzan     | 6:3      | Daniel Bontea   | Cosmin Constantin | [ 12 ] |

## Abschlusstabelle
| Platz | Spieler           | Punkte |
| ----- | ----------------- | ------ |
| 1     | Andrei Orzan      | 2160   |
| 2     | Rares Sinca       | 1770   |
| 3     | Daniel Bontea     | 1740   |
| 4     | Mario Amza        | 1470   |
| 5     | Cosmin Constantin | 1130   |
| 6     | Cristian Chircu   | 1060   |
| 7     | Marcel Bera       | 910    |
| 8     | Paul Croitoru     | 910    |
| 9     | Mihai Vladu       | 900    |
| 10    | Babken Melkonyan  | 840    |
| 11    | Radu Vilau        | 830    |
| 12    | Toma Marinescu    | 830    |
| 13    | Sorin Craciun     | 770    |
| 14    | Radu Astefnoaie   | 640    |
| 15    | Ivan Redak        | 600    |
| 16    | Valentin Militaru | 560    |
| 17    | Mihai Mesesan     | 540    |
| 18    | Florentin Ciobanu | 530    |
| 19    | Laurentiu Banescu | 530    |
| 20    | Marius Ancuta     | 510    |
| 21    | Stefan Posea      | 500    |
| 22    | Marco Mucci       | 440    |
| 23    | Horia Cimpeanu    | 400    |
| 24    | Emilian Cristea   | 270    |